# Рибальське нафтогазоконденсатне родовище
Рибальське нафтогазоконденсатне родовище — належить до Талалаївсько-Рибальського нафтогазоносного району Східного нафтогазоносного регіону України.

## Опис
Розташоване в Сумській області на відстані 14 км від м. Охтирка.
Знаходиться в півн. прибортовій зоні Дніпровсько-Донецької западини на схилі Охтирського виступу фундаменту.
Структура виявлена в 1959 р. і являє собою криптодіапірову брахіантикліналь північно-західного простягання з видовженою півд.-сх. перикліналлю; тектонічними порушеннями вона розчленована на блоки; її розміри 12,5х6,0 м, амплітуда понад 400 м.
Перший промисловий приплив нафти отримано в 1963 р. з інт. 2247—2254 м. Розвідані та оцінені
Поклади юри, тріасу, верхнього карбону, московського та башкирського ярусів середнього карбону, візейського та турнейського ярусів нижнього карбону .
Поклади пластові, склепінчасті, тектонічно екрановані, деякі також літологічно обмежені. Колектори — пісковики, що чергуються в розрізі з аргілітами та алевролітами, рідше — з вапняками. Режим нафтових Покладів пружноводонапірний та розчиненого газу, газоконденсатних — газовий (рідше — пружноводонапірний).
Експлуатується з 1965 р. Запаси початкові видобувні категорій А+В+С1 — 8632 тис.т нафти; розчиненого газу — 2621 млн. м³; конденсату — 1424 тис. т. Вміст сірки у нафті 0,12-0,5 мас.%.